# Tetropium staudingeri
Tetropium staudingeri är en skalbaggsart som beskrevs av Maurice Pic 1901. Tetropium staudingeri ingår i släktet Tetropium och familjen långhorningar. Inga underarter finns listade i Catalogue of Life.